# Партия верного пути
Партия верного пути (тур. Doğru Yol Partisi, ПВТ) — правоцентристская партия, существовавшая в Турции в 1983—2007 годах. Большую часть времени возглавлялась Сулейманом Демирелем, который до 1980 года возглавлял партию Справедливости, запрещённую после государственного переворота 1980 года. Позиционировалась как преемница партии Справедливости и Демократической партии.

## История
Создана в 1983 году, позиционироавалась как преемница запрещённой в 1980 году партии Справедливости, которая в свою очередь считалась преемницей запрещённой в 1960 году Демократической партии. В 1987-91 годах была крупнейшей оппозиционной партией, представленной в Великом национальном собрании. Основной электорат составляли бывшие сторонники партии Справедливости и Демократической партии. По словам представителей ПВТ, в 1988 году 70 % руководителей её региональных отделений составляли бывшие члены партии Справедливости.
На выборах 1991 году получила 27,03 % голосов — больше, чем любая другая партия, участвовавшая в выборах. Это позволило Сулейману Демирелю стать премьер-министром и сформировать коалиционное правительство. В 1993 году после смерти президента Турции Тургута Озала Великое национальное собрание Турции избрало Демиреля президентом Турции, после этого он вышел из ПВТ, на посту премьер-министра его сменила Тансу Чиллер, также член ПВТ. Чиллер стала первой женщиной, занимавшей пост премьер-министра Турции.
До 2002 года ПВТ входила в коалиционные правительства, но на выборах 2002 года потерпела поражение, не сумев преодолеть барьер в 10 %, необходимый для получения мест в Великом национальном собрании. Ожидая повторение подобного результата на выборах 2007 года, попыталась объединиться с партией Отечества, но их слияние не состоялось. В мае 2007 года ПВТ была преобразована в Демократическую партию.
В 2007 году после трансформации ПВТ в Демократическую партию, Четин Озачикгёз сформировал новую партию, названную «Партия верного пути», на выборах 2011 года новая ПВТ получила 0,15 % голосов

## Результаты на выборах
| Выборы | Количество голосов | Количество голосов | Количество голосов | Количество мест | Количество мест | Итог                       |
| Выборы | #                  | %                  | Место              | #               | ±               | Итог                       |
| ------ | ------------------ | ------------------ | ------------------ | --------------- | --------------- | -------------------------- |
| 1987   | 4 587 062          | 19,1               | 3                  | 59 из 450       | первые выборы   | Оппозиция                  |
| 1991   | 6 600 726          | 27,0               | 1                  | 178 из 450      | ▲ 119           | Коалиционное правительство |
| 1995   | 5 396 009          | 19,2               | 3                  | 135 из 550      | ▼ 43            | Коалиционное правительство |
| 1999   | 3 745 417          | 12,0               | 5                  | 85 из 550       | ▼ 50            | Оппозиция                  |
| 2002   | 2 997 065          | 9,5                | 3                  | 0 из 550        | ▼ 85            | Внепарламентская оппозиция |